# Sa Sia
Sa Sia è l'unica frazione del comune di Tula in provincia di Sassari.

## Geografia
Situata a nord del comune di Tula, dal quale dista circa 7 chilometri, si trova sulla strada verso Erula in posizione elevata sul lago artificiale del Coghinas e ad ovest rispetto il Monte Limbara. Territorialmente fa parte del Logudoro e confina con l'Anglona e la Gallura.

## Monumenti e luoghi d'interesse
- Chiesa di San Pietro. Costruita nei primi anni trenta in sostituzione di quella omonima sommersa dalle acque del lago Coghinas. È posta su una piccola altura. Il 29 giugno vi si organizza la festa del patrono.[5]
- Cantiere per la costruzione di un grande osservatorio astronomico.[6]
- Sito della chiesa sommersa dedicata a San Pietro risalente come edificio forse ad epoca romana.[7]

## Società
I suoi abitanti parlano il sardo gallurese e non il sardo logudorese. Sa Sia costituisce così uno dei pochissimi casi in Sardegna in cui una frazione utilizza una lingua diversa rispetto al comune di appartenenza.